# Immeuble au 13, rue Kervégan de Nantes
L'immeuble, bâti au XVIIIe siècle, est situé au no 13 de la rue Kervégan à Nantes, en France. L'immeuble a été inscrit au titre des monuments historiques en 1984.

## Historique
L'hôtel est construit en 1755-56 pour Joseph Raimbaud, marchand de bois en lien avec le milieu de la construction navale.
Le bâtiment est inscrit au titre des monuments historiques par arrêté du 19 décembre 1984.

## Architecture

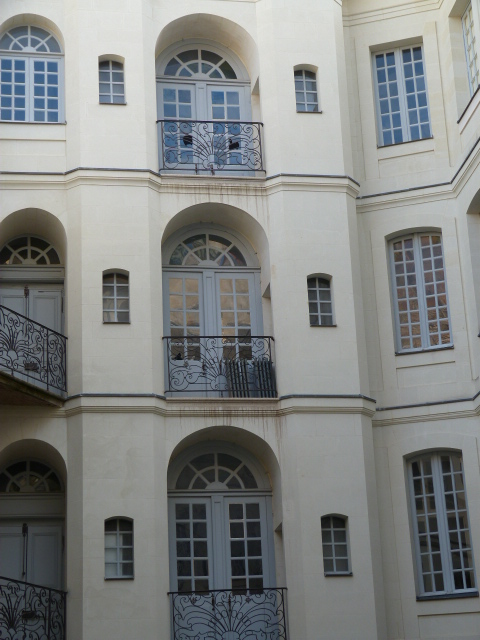
Cour intérieur.

Mascarons aux traits africains
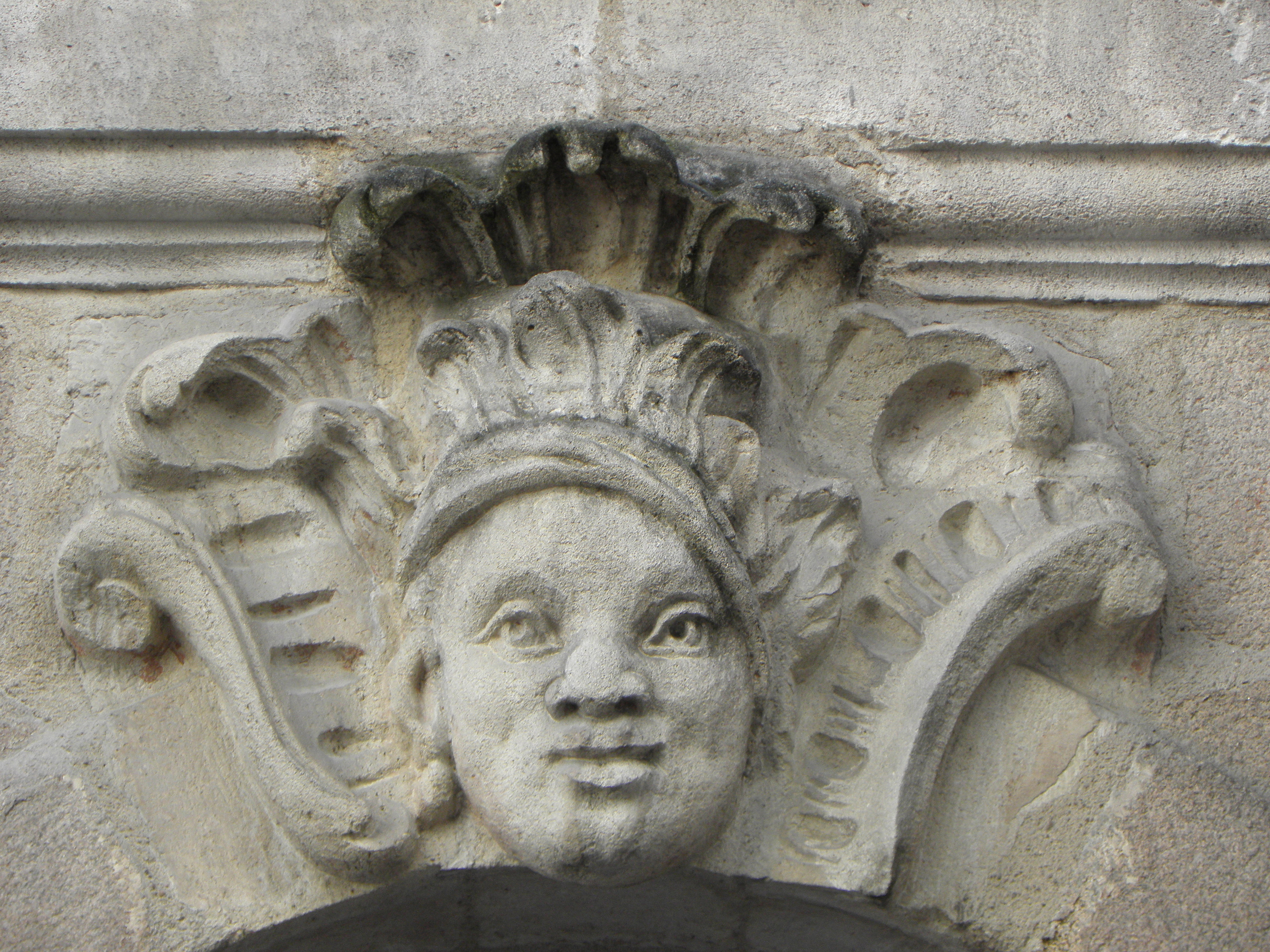
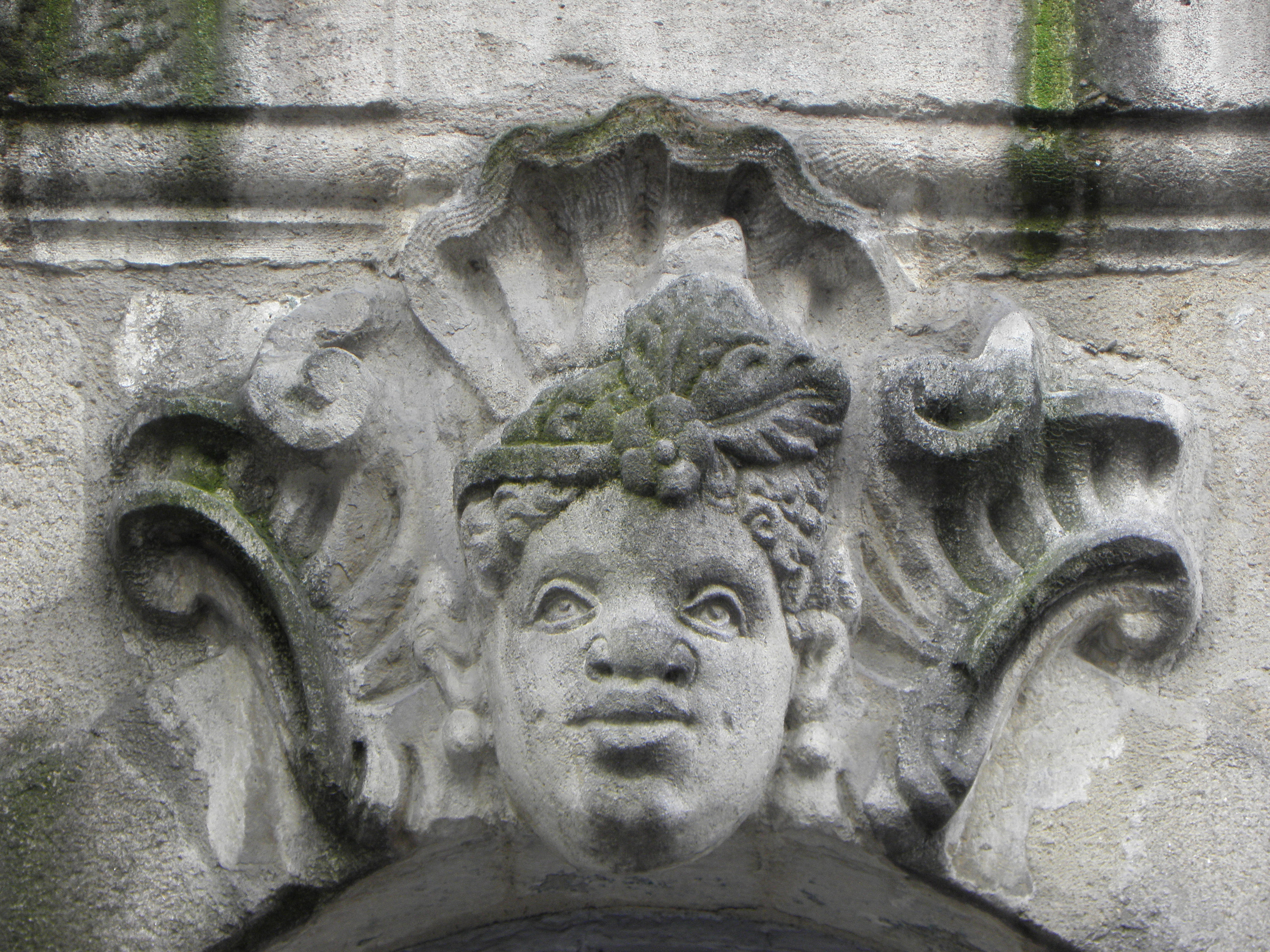